# Bunny's Birthday
Bunny's Birthday è un cortometraggio muto del 1914 diretto da George D. Baker.

## Produzione
Il film fu prodotto dalla Vitagraph Company of America.

## Distribuzione
Distribuito dalla General Film Company, il film - un cortometraggio in una bobina - uscì nelle sale cinematografiche statunitensi il 13 febbraio 1914.